# Paige Matthews
Paige Matthews Halliwell es un personaje de ficción de la serie norteamericana Charmed, interpretado por la actriz Rose McGowan. 
Es la cuarta hermana Halliwell y una persona de carácter liberal independiente y autosuficiente. Es fruto de la relación de su madre Patty Halliwell y el luz blanca de esta, Sam, por lo que es mitad bruja y mitad luz blanca. Nació el 2 de agosto de 1977. Fue nombrada la 13.ª bruja según la AOL de 2008.